# Dojikko
Dojikko (ドジっ娘 Dojikko) er en som regel kvindelig arketype i japansk populærkultur, der er kendetegnet ved at være ekstremt klodset (doji). Figuren falder ofte, løber ind i ting der står i vejen og falder over selv de mindste ujævnheder. Selvom hun er klar over sine uheld, viser hun sig altid fra sin gode side og ærgrer sig over sin ubehændighed. Som regel skaber dojikkos kun små skader med deres uheld, men de kan til tider udløse en dominoeffekt af ulykker.
Tiltrækning af dojikko-figurer betegnes som dojikko-moe (ドジっ娘萌え).
Strengt taget dækker dojikko kun over kvindelige figurer, og selvom der i praksis naturligvis også findes tilsvarende mandlige klodsmajorer, betegnes de normalt ikke som dojikko. En undtagelse er dog Eisuke Hondou fra Mesterdetektiven Conan, der eksplicit betegnes som dojikko, om end på japansk skrevet ドジっ子.

## Optræden i manga og anime
Dojikko har en lang tradition som arketype, om end begrebet som sådan først blev slået fast senere. Blandt eksemplerne kan nævnes Minawa Andou fra mangaen Mahoromatic, der tilsyneladende ikke kender en eneste genstand, hun ikke kan falde over, og hun bruger det meste af tiden på at undskylde. Et andet eksempel er Ayu Tsukimiya fra computerspillet Kanon, der har for vane at vælte hovedpersonen, når hun løber på ham, og som er gråden nær, når hun undskylder.
I den satiriske animeserie Sayonara Zetsubou Sensei forsøger den ellers så alvorlige Chiri Kitsu sig som dojikko i et afsnit. Hun håber, at hun vil opnå mere kærlighed fra sine medmennesker på den måde, men forsøget ender i en katastrofe.